# 拉夫萊斯維爾 (肯塔基州)
拉夫萊斯維爾（英語：Lovelaceville）是位於美國肯塔基州巴拉德縣的一個人口普查指定地區。

## 人口
根據2020年美國人口普查的數據，拉夫萊斯維爾的面積為1.32平方千米，當中陸地面積為1.31平方千米，而水域面積為0.01平方千米。當地共有人口124人，而人口密度為每平方千米93.94人。